# Laurent Pichon
Laurent Pichon (ur. 19 lipca 1986 w Quimper) – francuski kolarz szosowy, zawodnik profesjonalnej grupy FDJ.

## Najważniejsze osiągnięcia

### kolarstwo torowe
2010
- 1. miejsce w Mistrzostwach Francji (Scratch)

### kolarstwo szosowe
2010
- 1. miejsce na 7. etapie Tour de Normandie
- 2. miejsce w Route Adélie
- 2. miejsce w Boucles de l'Aulne

2011
- 1. miejsce w Kreiz Breizh Elites
- 2. miejsce w Circuit des Ardennes
  - 1. miejsce na 3. etapie
- 2. miejsce w Quatre jours de Dunkerque

2012
- 1. miejsce w Boucles de la Mayenne
- 2. miejsce w Route Adélie
- 2. miejsce w Boucles de l'Aulne

2013
- 3. miejsce w Classic Loire-Atlantique

2014
- 3. miejsce w Paris–Camembert

2015
- 3. miejsce w Boucles de l'Aulne